# Tomasz Drwal
Tomasz Witold Drwal (ur. 22 stycznia 1982 w Nowym Sączu) – polski zawodnik mieszanych sztuk walki, występujący w wadze średniej i wadze półciężkiej. Walczył dla takich organizacji jak Ultimate Fighting Championship, MMA Attack czy KSW. 

## Przeszłość sportowa
Zanim zaczął profesjonalną karierę w MMA był ochroniarzem oraz instruktorem samoobrony i pływania. Trenował karate, kick-boxing i brazylijskie jiu-jitsu. 

## Kariera MMA

### Debiut i wygrana w turnieju
W mieszanych sztukach walki zadebiutował w 2004 roku. We wrześniu tego samego roku wygrał turniej Colosseum 3 w Bielsku-Białej.

### UFC
Będąc niepokonanym w 13 walkach z rzędu, w 2007 roku podpisał kontrakt z Ultimate Fighting Championship – największą organizacją MMA na świecie. 8 września 2007 roku został pierwszym Polakiem, który stoczył walkę dla tej organizacji. W swoim amerykańskim debiucie na gali UFC 75 przegrał z ówcześnie niepokonanym Brazylijczykiem Thiago Silvą przez techniczny nokaut. Kontuzja kolana wyeliminowała go na ponad rok z kolejnych występów. Do oktagonu powrócił w styczniu 2009 roku, kiedy podczas UFC 93 znokautował Włocha Ivana Serati. W czerwcu na gali The Ultimate Fighter 9 Finale w Las Vegas pokonał Amerykanina Mike'a Ciesnolevicza przez TKO w pierwszej rundzie. Po gali został nagrodzony bonusem za nokaut wieczoru gali.
19 września 2009 roku po raz pierwszy walczył w UFC w wadze średniej (do 84 kg). Na gali UFC 103 pokonał przez poddanie (duszenie zza pleców) Drew McFedriesa. Pół roku później na gali UFC 111 zmierzył się z brazylijskim grapplerem, Rousimarem Palharesem. Polak przegrał przez poddanie na skutek dźwigni skrętowej na staw skokowy. Palhares kontynuował zaciskanie tego niebezpiecznego chwytu (oddziaływającego również na staw kolanowy) mimo odklepania Drwala i komend sędziego do przerwania walki, za co został zawieszony na okres 90 dni.
We wrześniu 2010 roku Drwal doznał drugiej porażki z rzędu, tym razem z Davidem Branchem, i w konsekwencji został zwolniony z UFC.

### Po UFC
W 2011 roku stoczył dwie walki w Polsce. W marcu na gali Fighters Arena Łódź 2 znokautował w 2. rundzie Brazylijczyka Leonardo Nascimento, a w listopadzie na gali MMA Attack 1 wygrał przez jednogłośną decyzję sędziów ze swoim byłym kolegą klubowym, Amerykaninem Garym Padillą. Po ponad rocznej przerwie spowodowanej głównie rozwijaniem projektu „Szkoła Tomasza Drwala” (mającym na celu wyłonić najlepszych zawodników MMA w programie) pokonał na MMA Attack 3 przez poddanie Amerykanina Wesa Swofforda już 1. rundzie.

### KSW
W październiku 2014 podpisał kontrakt z KSW na walkę z Mamedem Chalidowem, lecz ostatecznie nie doszło do ich pojedynku z powodu kontuzji Drwala. Po wyleczeniu kontuzji został zestawiony z mistrzem w wadze średniej Michałem Materlą, z którym zmierzył się 23 maja 2015. Drwal przegrał pojedynek przez TKO na cztery sekundy przed końcowym gongiem.
23 stycznia 2020 dodał post na Facebooku w sprawie swojego powrotu do MMA. Dzień później podczas gali rozdania nagród Heraklesów polskiego MMA z 2019 roku potwierdził swój powrót do startów. Podczas gali KSW 53: Reborn (11 lipca 2020) powrócił po ponad 5-letniej przerwie do klatki KSW, gdzie znokautował ciosami w parterze Łukasza Bieńkowskiego w drugiej rundzie.
19 grudnia 2020 na gali KSW 57 przegrał w pierwszej rundzie przez ciężki nokaut z rąk Patrika Kincla.

## Boks
4 listopada 2017 roku w Krakowie stoczył swoją pierwszą zawodową walkę bokserską, a jego rywalem był pochodzący z Brazylii Luiz Destri Abdalla, którego znokautował w trzeciej rundzie.

## Osiągnięcia
- 2020: Herakles w kategorii Hall of Fame 2019[17]

## Lista zawodowych walk w MMA
| Wynik     | Bilans | Przeciwnik (bilans przed walką) | Rozstrzygnięcie                              | Runda | Czas  | Rozgrywki                                  | Data       | Miejsce       | Uwagi                                                                               |
| --------- | ------ | ------------------------------- | -------------------------------------------- | ----- | ----- | ------------------------------------------ | ---------- | ------------- | ----------------------------------------------------------------------------------- |
| Przegrana | 22-6-1 | Patrik Kincl (22-9)             | KO (cios prawy prosty)                       | 1     | 4:23  | KSW 57: De Fries vs. Kita                  | 19.12.2020 | Łódź          |                                                                                     |
| Wygrana   | 22-5-1 | Łukasz Bieńkowski (5-3)         | TKO (ciosy pięściami w parterze)             | 2     | 2:34  | KSW 53: Reborn                             | 11.07.2020 | Warszawa      |                                                                                     |
| Przegrana | 21-5-1 | Michał Materla (21-4)           | TKO (ciosy pięściami w parterze)             | 3     | 4:56  | KSW 31: Materla vs. Drwal                  | 23.05.2015 | Gdańsk/Sopot  | Debiut w KSW. Walka o pas międzynarodowego mistrza KSW w wadze średniej. Main Event |
| Wygrana   | 21-4-1 | Delson Heleno (25-7)            | KO (cios pięścią)                            | 1     | 4:03  | Pro MMA Challenge 1                        | 01.03.2014 | Wrocław       |                                                                                     |
| Wygrana   | 20-4-1 | Wes Swofford (8-3)              | Poddanie (balacha)                           | 1     | 3:00  | MMA Attack 3                               | 27.04.2013 | Katowice      |                                                                                     |
| Wygrana   | 19-4-1 | Gary Padilla (12-5)             | Decyzja (jednogłośna)                        | 2     | 5:00  | MMA Attack 1                               | 05.11.2011 | Warszawa      | Debiut w MMA Attack                                                                 |
| Wygrana   | 18-4-1 | Leonardo Nascimento (9-7-2)     | KO (ciosy pięściami)                         | 2     | 3:30  | Fighters Arena Łódź 2                      | 26.03.2011 | Łódź          |                                                                                     |
| Przegrana | 17-4-1 | David Branch (6-1)              | Decyzja (jednogłośna)                        | 3     | 5:00  | UFC Fight Night 22: Marquardt vs. Palhares | 15.09.2010 | Austin        |                                                                                     |
| Przegrana | 17-3-1 | Rousimar Palhares (10-3)        | Poddanie (dźwignia skrętowa na staw skokowy) | 1     | 0:45  | UFC 111: St.-Pierre vs. Hardy              | 27.03.2010 | Newark        |                                                                                     |
| Wygrana   | 17-2-1 | Drew McFedries (8-5)            | Poddanie (duszenie zza pleców)               | 2     | 1:03  | UFC 103: Franklin vs. Belfort              | 19.09.2009 | Dallas        |                                                                                     |
| Wygrana   | 16-2-1 | Mike Ciesnolevicz (17-3)        | TKO (ciosy pięściami)                        | 1     | 4:48  | The Ultimate Fighter 9 Finale              | 20.06.2009 | Las Vegas     | Bonus za nokaut wieczoru                                                            |
| Wygrana   | 15-2-1 | Ivan Serati (10-2)              | KO (ciosy pięściami)                         | 1     | 2:02  | UFC 93: Franklin vs. Henderson             | 17.01.2009 | Dublin        |                                                                                     |
| Przegrana | 14-2-1 | Thiago Silva (10-0)             | TKO (ciosy pięściami)                        | 2     | 4:23  | UFC 75: Champion vs. Champion              | 08.09.2007 | Londyn        | Debiut w UFC                                                                        |
| Wygrana   | 14-1-1 | Andre Fyeet (2-7)               | Poddanie (duszenie zza pleców)               | 1     | 3:22  | Fight Club Berlin 9                        | 22.04.2007 | Berlin        |                                                                                     |
| Wygrana   | 13-1-1 | Valdas Pocevičius (29-14-3)     | TKO (ciosy pięściami)                        | 1     | ?     | WFCA: Grand Prix 2007                      | 27.01.2007 | Ryga          |                                                                                     |
| Wygrana   | 12-1-1 | Lucio Linhares (3-1)            | TKO (ciosy pięściami)                        | 1     | 3:32  | The Cage Volume 4                          | 03.12.2005 | Helsinki      |                                                                                     |
| Wygrana   | 11-1-1 | Pavel Nohynek (0-0)             | KO (ciosy pięściami)                         | 1     | 2:03  | Fight Club Berlin 6                        | 25.11.2005 | Berlin        |                                                                                     |
| Wygrana   | 10-1-1 | Nordin Asrih (4-0)              | KO (wysokie kopnięcie na głowe)              | 1     | ?     | BFS: Mix Fight Gala 5                      | 02.10.2005 | Düsseldorf    |                                                                                     |
| Wygrana   | 9-1-1  | Denis Juskevic (0-0)            | KO (kopnięcie na wątrobe)                    | 1     | ?     | OC: Freefight Romania                      | 11.06.2005 | Rumunia       |                                                                                     |
| Wygrana   | 8-1-1  | Martin Kubeš (0-0)              | TKO (kolano i ciosy pięściami)               | ?     | ?     | Fight Club Berlin 5                        | 24.04.2005 | Berlin        |                                                                                     |
| Wygrana   | 7-1-1  | Przemysław Tomczyk (0-0)        | Poddanie (duszenie trójkątne)                | 1     | 1:24  | MMA Sport 1                                | 18.03.2005 | Warszawa      |                                                                                     |
| Wygrana   | 6-1-1  | Michael Knaap (11-6-3)          | Poddanie (duszenie)                          | 2     | 3:22  | BFS: Mix Fight Gala 4                      | 03.06.2005 | Düsseldorf    |                                                                                     |
| Wygrana   | 5-1-1  | Ulf Fritzmann (4-2)             | Poddanie (ciosy pięściami)                   | 1     | ?     | Fight Club Berlin 4                        | 14.11.2004 | Berlin        |                                                                                     |
| Wygrana   | 4-1-1  | Jacek Buczko (4-0)              | Decyzja                                      | 2     | 5:00  | Colosseum 3                                | 19.09.2004 | Bielsko-Biała |                                                                                     |
| Wygrana   | 3-1-1  | Krzysztof Gołaszewski (2-0)     | Decyzja                                      | 2     | 5:00  | Colosseum 3                                | 19.09.2004 | Bielsko-Biała |                                                                                     |
| Wygrana   | 2-1-1  | Sławomir Zakrzewski             | KO (ciosy pięściami)                         | 1     | 1:36  | Colosseum 3                                | 19.09.2004 | Bielsko-Biała |                                                                                     |
| Przegrana | 1-1-1  | Ulf Fritzmann (1-1)             | Poddanie                                     | 1     | ?     | Fight Club Berlin 3                        | 28.03.2004 | Berlin        |                                                                                     |
| Wygrana   | 1-0-1  | Daniel Leś (0-0)                | TKO (ciosy pięściami)                        | 1     | 2:15  | Colosseum 1                                | 21.03.2004 | Bielsko-Biała |                                                                                     |
| Remis     | 0-0-1  | Piotr Bagiński (0-0)            | Remis                                        | 1     | 30:00 | Berserkers Arena 2                         | 11.01.2004 | Szczecin      | Debiut w MMA                                                                        |

## Lista walk w boksie
| Wynik   | Bilans | Przeciwnik (bilans przed walką) | Rozstrzygnięcie | Runda | Czas | Data       | Miejsce | Uwagi           |
| ------- | ------ | ------------------------------- | --------------- | ----- | ---- | ---------- | ------- | --------------- |
| Wygrana | 1-0    | Luiz Abdalla (0-0)              | TKO             | 3     | N/A  | 04.11.2017 | Kraków  | Debiut w boksie |

## Działalność podcasterska
Od 2021 roku na platformie YouTube prowadzi autorski podcast. Jego gośćmi byli m.in. żołnierze walczący w Iraku, Afganistanie czy na Ukrainie, historycy czy ratownicy medyczni. 